# Анна Бретонская
Анна Бретонская (брет. Anna Breizh, фр. Anne de Bretagne; 25 января 1477, Нант — 9 января 1514, Блуа) — правящая герцогиня Бретани, графиня Нанта и де Ришмон (Ричмонда), графиня де Монфор-л’Амори, графиня д’Этамп (9 сентября 1488), дама де Гудан и де Нофль (9 сентября 1488), виконтесса Лиможская, королева Франции, королева Неаполя. Жена двух сменивших друг друга королей Франции: Карла VIII и Людовика XII. Самая популярная из правителей Бретани и самая богатая женщина в Европе своего времени. Последняя наследница своей страны, она была вынуждена вступать в брак с правителями Франции под давлением с их стороны, однако вела активную самостоятельную политику (особенно при втором муже) с целью избежать аннексии Бретани Францией. Покровительница искусств и литературы. Первая в Европе принцесса, носившая на своей свадьбе платье белого цвета, который прежде того считался траурным.

## Ранние годы

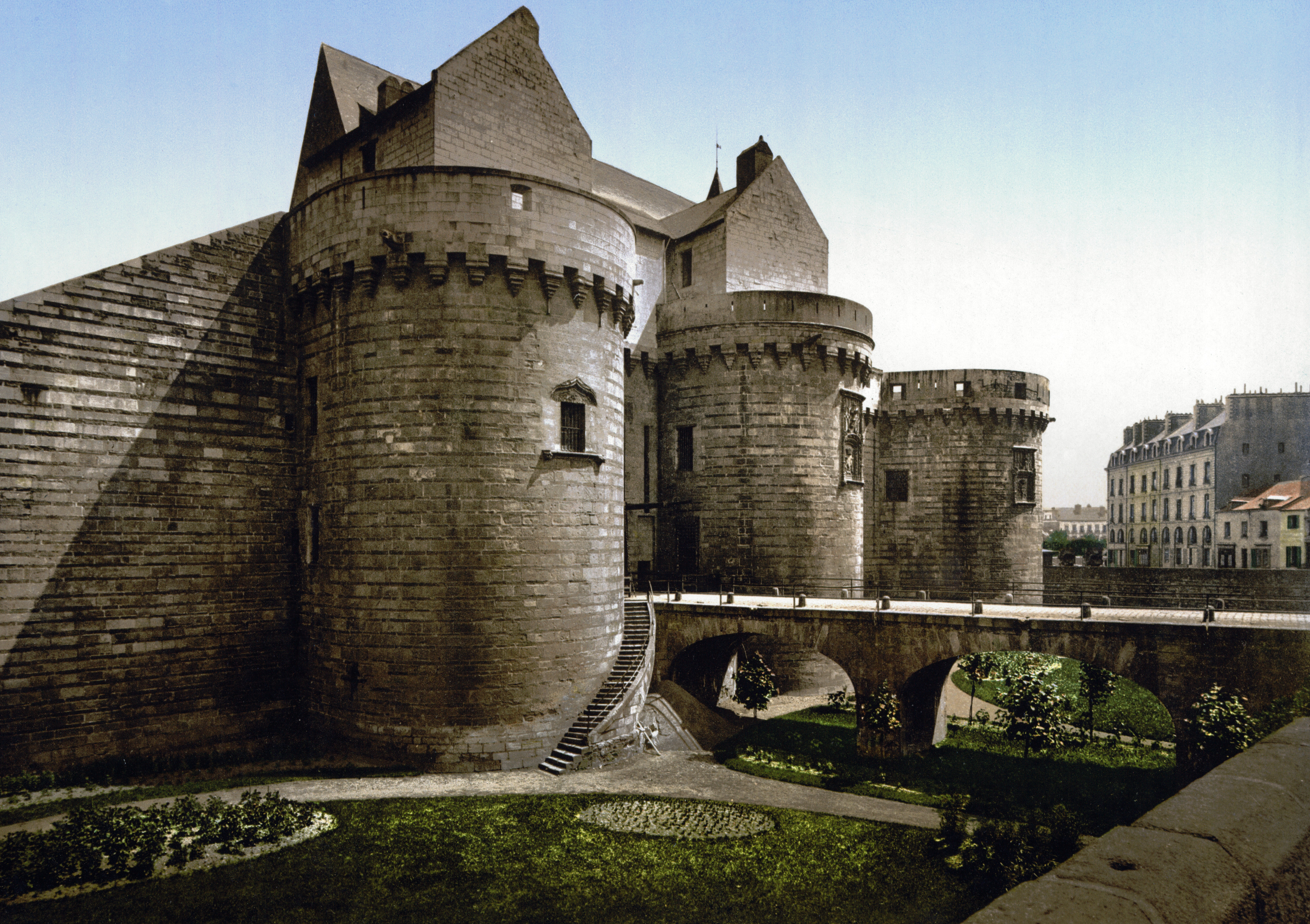
Замок бретонских герцогов в Нанте, где родилась Анна Бретонская

Анна была дочерью герцога Бретани Франциска II и Маргариты де Фуа. Дедом и бабкой по матери ей приходились Гастон IV Фуа и Элеонора Наваррская. Сыновей у Франциска и Маргариты не было: у Анны была младшая сестра Изабелла (Изабо), умершая ещё подростком в 1490 году. С раннего детства Анна воспитывалась как наследница герцогства, посвящённая в его политику: её воспитателями были Франсуаза де Динан, госпожа Лаваль-Шатобриан, и поэт Жан Мешино. Её учили французскому языку, латыни, греческому и различным техническим искусствам; при этом она получила также дамское воспитание, была обучена музыке, вышиванию и плетению кружев.
В Бретани после Войны за бретонское наследство действовал полу-салический закон; после пресечения дома де Дрё в мужском колене престол герцогства переходил в женскую линию. Вопрос стоял лишь в том, в какую именно. После указанной войны по Герандскому договору 1365 года такой линией было определено потомство Жанны де Пентьевр. Ко временам Франциска этот договор был полузабыт, и герцог заставил бретонские сословия признать наследницей собственную дочь (1486). Как всегда в таких случаях, немедленно возникал дипломатический вопрос о том, кому отдаст юная герцогиня свою руку и чья династия будет далее владеть Бретанью; в данном случае он возник ещё до формального объявления Анны наследницей. Франциск не хотел, чтобы Бретань была поглощена Францией, и потому искал такого зятя, чтобы он смог противостоять могущественному соседу.
Первоначально Франциск обратился к такому естественному союзнику, как Англия. Наречённым женихом 4-летней Анны согласно подписанному 10 мая 1481 года союзническому договору считался 11-летний сын Эдуарда IV Эдуард, принц Уэльский. После смерти отца в 1483 году юный принц кратковременно стал королём как Эдуард V, но вскоре был заточён дядей Ричардом III и пропал без вести (предположительно убит им же); та же судьба постигла и его младшего брата Ричарда Йоркского, который, согласно договору, обручился бы с Анной в случае смерти Эдуарда. Ещё одним английским женихом мог стать находившийся в это время в Бретани амбициозный претендент на престол — Генрих Тюдор, граф Ричмонд. В 1485 году Генрих высадился в Англии, победил Ричарда III и стал королём Генрихом VII, но совсем не интересовался перспективой брачного союза с Бретанью, поскольку условием признания его прав на престол был брак с дочерью Эдуарда IV Елизаветой Йоркской. Другими претендентами на руку будущей герцогини были Максимилиан Габсбург (чья первая жена Мария Бургундская, также богатая наследница вассальных земель Франции, уже умерла, оставив ему малолетнего сына — Филиппа), Ален д’Альбре, Жан Шалонский (принц Оранский) и даже Людовик, герцог Орлеанский, который уже был женат помимо воли на некрасивой и бездетной дочери Людовика XI Жанне Французской. Бретонские сословия первоначально поддержали кандидатуру Максимилиана Габсбурга (союзный договор с ним был заключён синхронно переговорам с Англией — в апреле 1481 года), однако успешные действия французских войск в 1487 году, захвативших Ванн, и пассивность римского короля, запертого фламандцами в Брюгге, укрепили позиции короля Франции Карла VIII в борьбе за руку бретонской наследницы.
28 июля 1488 года войска Франциска II, усиленные английским отрядом Эдварда Вудвилла (дядя жёны Генриха VII), потерпели поражение от французского короля под Сент-Обеном-дю-Кормье, что прекратило «Безумную войну» между Бретанью и Францией. По Вержескому договору герцог был вынужден обещать не выдавать замуж своих дочерей, Анну и Изабеллу, без согласия французского короля.
9 сентября 1488 года Франциск скончался после неудачного падения с лошади. 11-летняя Анна стала герцогиней Бретани в своём праве, и начался династический кризис, почти немедленно приведший к новой французско-бретонской войне. Первые стычки этого конфликта произошли уже в 1489 году.

## Герцогиня Бретани

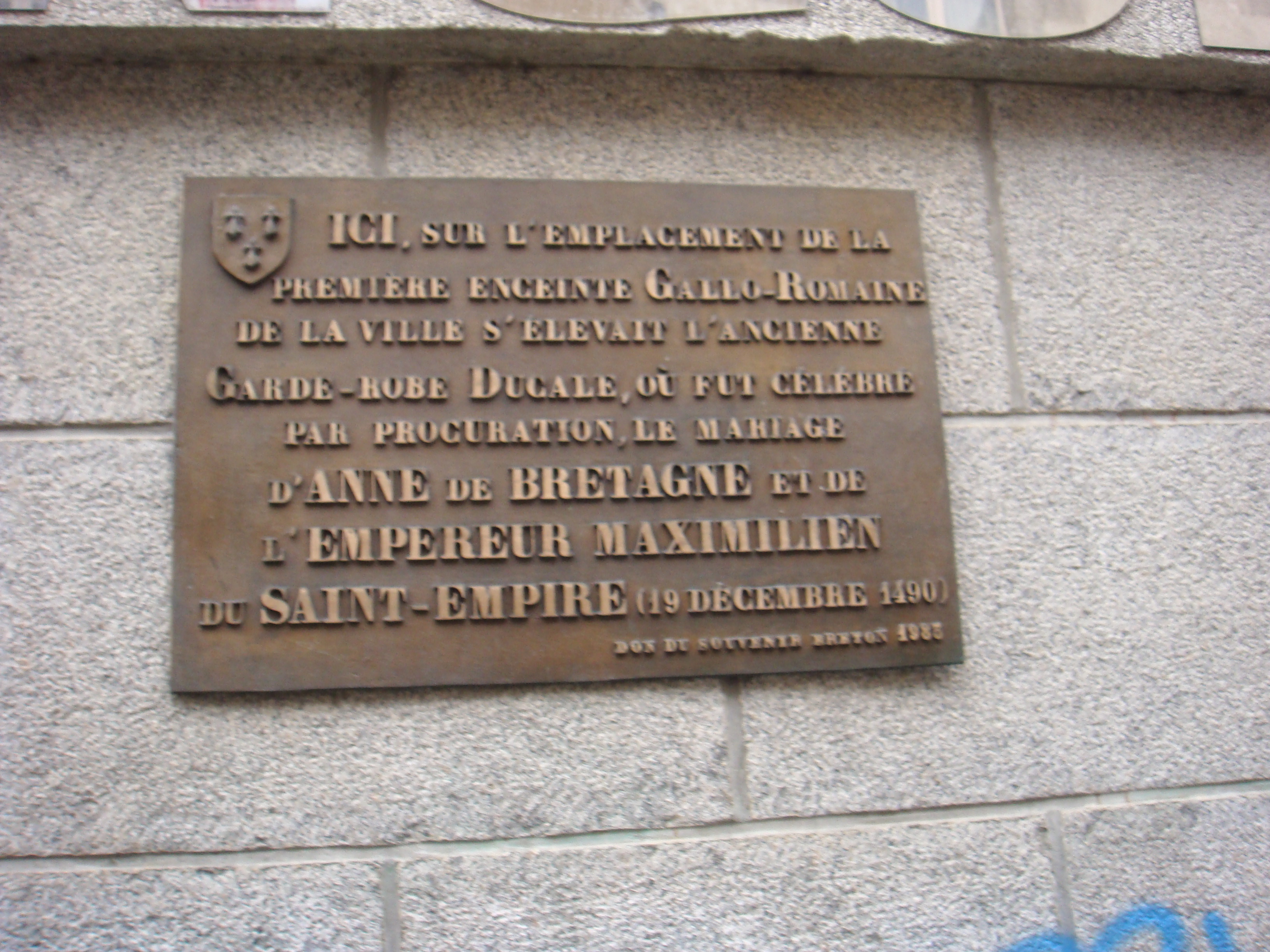
Мемориальная доска в Ренне на месте заочного брака Анны и Максимилиана

В этих условиях советники Анны решили поступить так же, как в год её рождения поступила дочь Карла Смелого Мария Бургундская — срочно найти независимого жениха и форсировать заключение с ним соглашения о браке. Причём и кандидатура была выбрана та же — король Германии и будущий эрцгерцог Максимилиан Габсбург. 27 октября 1490 года был подтверждён заключённый в 1481 году англо-бретонско-имперский союз, а 19 декабря 1490 года в Ренне был заключён представителями Максимилиана и Анны заочный брак, после чего Анна, как супруга престолонаследника Священной Римской империи, стала носить титул королевы римлян. Французы восприняли этот брак как нарушение договора в Верже (поскольку король не санкционировал выбор жениха), а кроме того, и как откровенно недружественный акт — империя в это время была враждебна Франции. Надежда на помощь Габсбургов была несвоевременной. Если 13 лет назад Максимилиан смог прибыть в Гент, лично вступить в брак с Марией и занять её владения, то теперь империя вела тяжёлые боевые действия в Венгрии, а заключившие с ней союз испанцы готовились к освобождению Гранады. На помощь герцогине небольшие отряды всё же прислали и Кастилия, и Англия Генриха VII, но вмешиваться в серьёзную войну с соседом никто из них не хотел. Весной 1491 года после ряда побед войска Карла VIII и его военачальника Ла Тремуйля осадили Ренн, где находилась только что заочно вышедшая замуж 14-летняя правительница Бретани; всю остальную территорию герцогства они уже контролировали. На сей раз её руки домогался лично король Карл. 

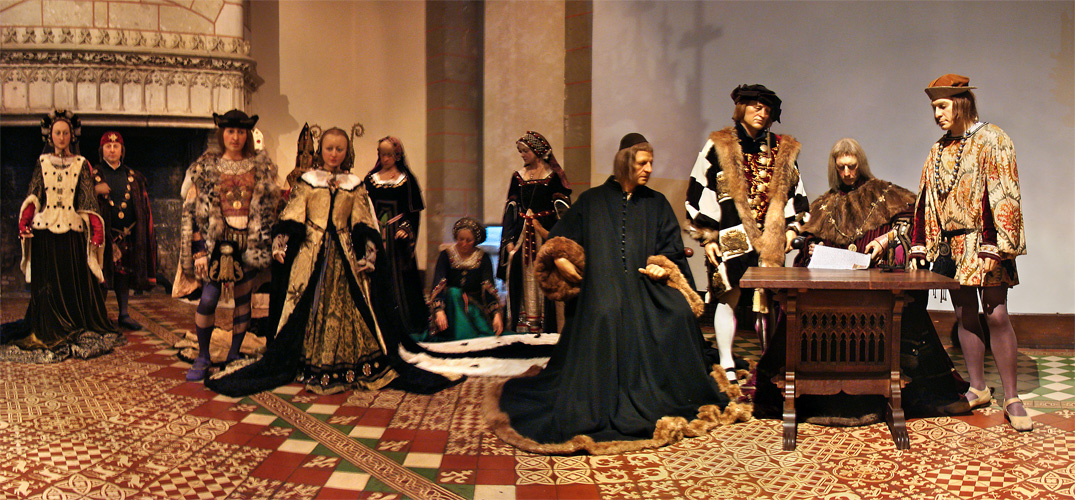
Бракосочетание Анны и Карла VIII в замке Ланже

Максимилиан не успел прийти на помощь жене; после тяжёлой осады истощённый Ренн сдался. Согласилась расторгнуть заочный брак и стать французской королевой и его хозяйка. 15 ноября 1491 года был заключён мир, Анна была помолвлена с Карлом в часовне ордена якобинцев в Ренне и, сопровождаемая армией герцогства (в знак того, что она едет не как пленница, а как государыня по своей воле), отправилась в замок Ланже, где должна была произойти её свадьба с королём. Австрийские послы заявили протест, утверждая, что брак противоречит церковным законам, что Анна уже замужем за Максимилианом, и напоминали Карлу о том, что он уже был помолвлен — по иронии судьбы, с дочерью Максимилиана, Маргаритой Австрийской. Несмотря на это, 6 декабря 1491 года в Ланже состоялось бракосочетание Анны и Карла VIII. Уже 15 февраля 1492 года законность этого брака была подтверждена папой Иннокентием VIII.
Брачный договор предусматривал, что супруг, переживший другого, сохраняет власть в Бретани. Если же Карл VIII умрёт, не оставив сыновей, то Анна должна была выйти замуж за его преемника. Этот договор фактически делал неотвратимой аннексию Бретани Францией.

## Королева Франции

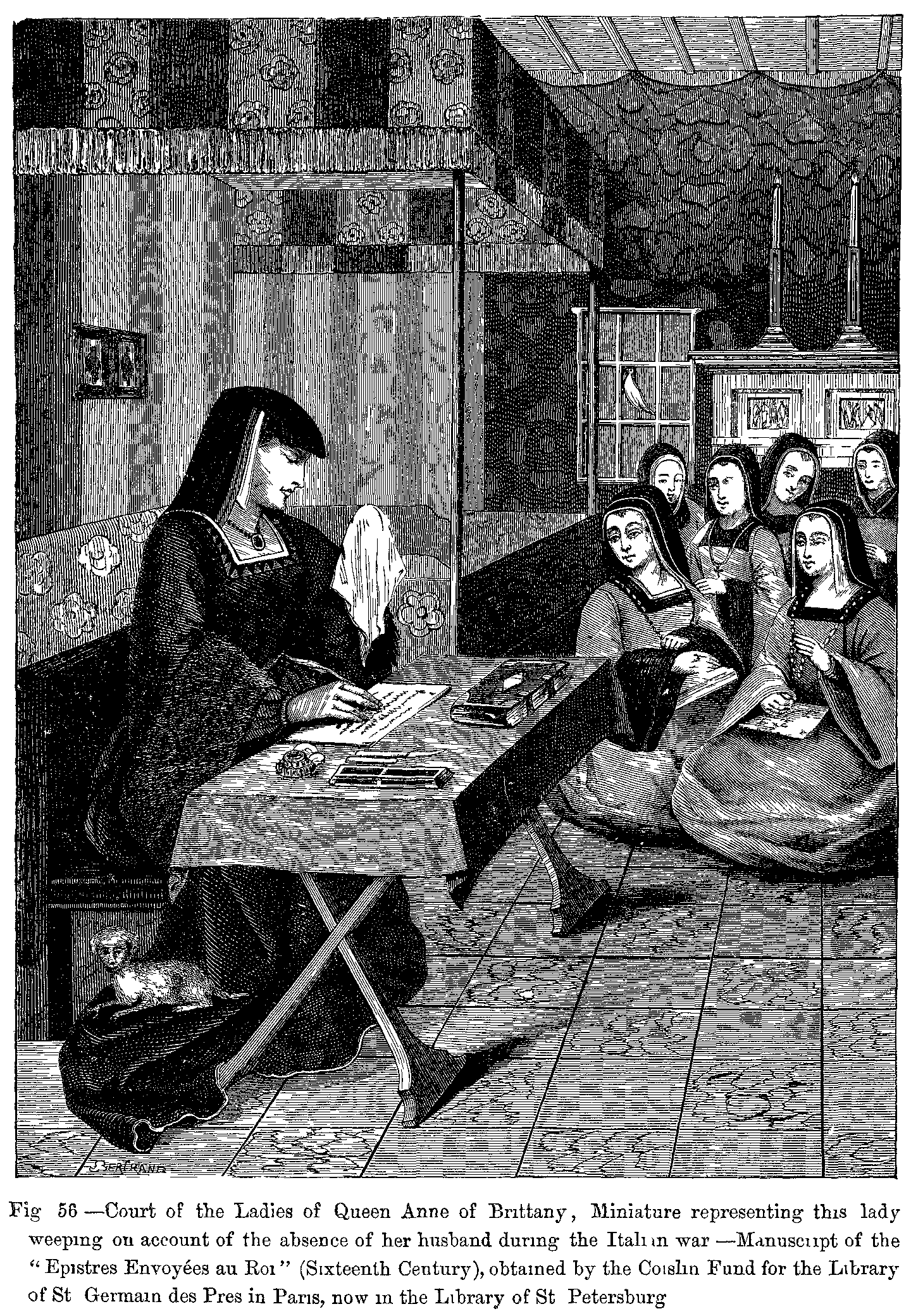
Анна Бретонская плачет об отсутствующем муже во время итальянских войн. Рукопись «Посланий королю» (XVI век), приобретённая фондом Куалена для библиотеки Сен-Жермен-де-Пре в Париже, ныне Санкт-Петербурге

Отправляясь в Ланже, чтобы выйти замуж за Карла, Анна демонстративно взяла с собой из Ренна две кровати, в знак того, что не собирается (всегда) спать вместе с французом, насильственно взявшим её в жёны (по-видимому, это было и политической демонстрацией для Максимилиана). Со временем, впрочем, Анна сделалась весьма привязанной к супругу (см. записки Заккарии Контарини, посла Венеции ко двору Карла VIII в 1491 г.). 8 февраля 1492 года Анна была помазана и коронована как королева-супруга в Сен-Дени, причём муж запретил ей носить наследственный герцогский титул Бретани, претендуя на него в своём праве. 9 декабря 1493 года король упразднил Канцелярию Бретани, введя в герцогстве прямое правление. Отправляясь на Итальянские войны, Карл сделал регентшей не жену, как это обычно делалось, а свою сестру Анну де Божё, что можно было счесть унижением (впрочем, Анна де Божё уже и раньше успешно справлялась с регентством, в то время как королева была ещё очень юна). Почти всё правление Карла Анна прожила в замках в Амбуазе, Лоше или Плесси-ле-Тур, или же (когда Карл был в Италии) на юге — Лионе, Гренобле или Мулене. После того, как Карл взял Неаполь, Анна номинально стала королевой Неаполя и Иерусалима в первый раз. Однако, поскольку Карл короновавашись, вынужден был спешно возвращаться во Францию, а также из-за того, что основные политические силы Апеннинского полуострова объединились против него в Итальянскую лигу, королевский статус по отношению к Неаполю не был закреплён. Второй раз она действительно получила этот титул уже благодаря Людовику XII, когда тот совместно с Фердинандом Арагонским захватил это королевство в период с 1501 по 1503 годы.
У Анны за семь лет было семь беременностей от Карла; живыми родилось только пятеро детей, ни один из которых не пережил раннего детства. Старший, дофин Карл Орланд (11 октября 1492 — 16 декабря 1495), здоровый и умный ребёнок, умер в 3-летнем возрасте от кори, вызвав безутешное горе обожавших его родителей; это несчастье сблизило их. Их последующие дети — Франциск, Карл-младший, Франциск и Анна — не прожили и месяца. После этого Анна прилюдно молилась о новом сыне. Из розовощёкой, пышущей здоровьем девушки она превратилась к концу своего брака с Карлом в бледную и измождённую женщину.

## Новый король, новый жених
7 апреля 1498 года Карл VIII в замке Амбуаз неожиданно погиб, ударившись лбом о косяк низкой двери. Уже через два дня вдовствующая королева Анна, действуя согласно условиям брачного контракта как герцогиня в своём праве, своим указом от 9 апреля восстановила Канцелярию Бретани.
По салическому закону опальный герцог Людовик Орлеанский, потомок Карла V, стал королём Людовиком XII, и теперь он, по условиям того же контракта, должен был жениться на Анне. Его жена — Жанна Французская — была жива, и новому королю предстоял развод, который было достаточно легко обосновать — супруги состояли в недопустимо близком по церковным канонам родстве (были троюродными братом и сестрой) — однако на санкцию папы требовалось ещё некоторое время.
Анна попыталась воспользоваться этим и 19 августа 1498 года в Этампе согласилась на брак с Людовиком при условии, что он добьётся развода в течение года. Ничего не имея, по свидетельствам современников, против Людовика лично как будущего мужа, она, судя по дальнейшим событиям, стремилась при помощи этого условия получить дополнительные политические средства в своих наследственных владениях.

## Триумф на родине

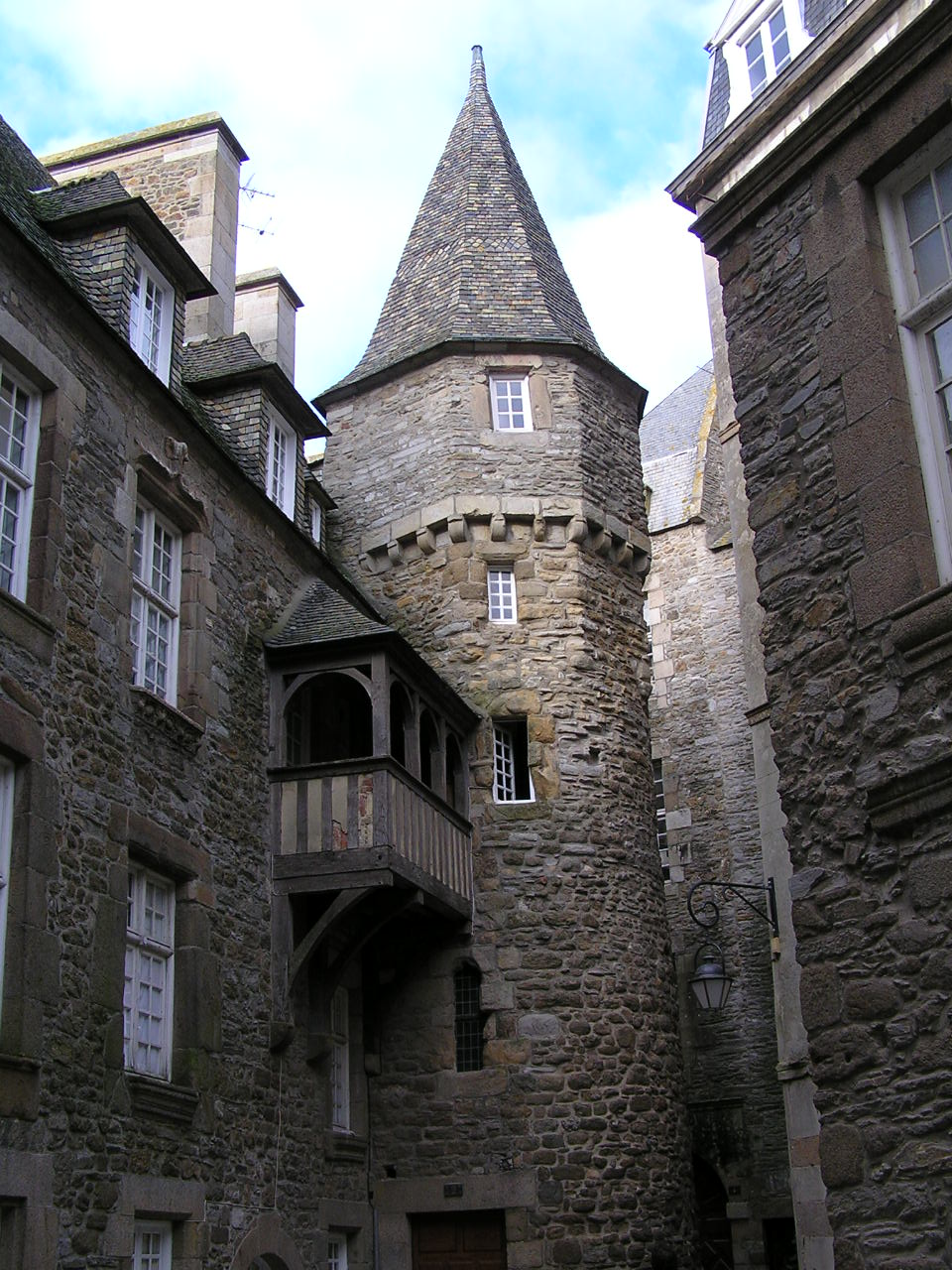
«Дом Анны Бретонской» в Сен-Мало

После этого выгадавшая время Анна вернулась в Бретань. На родине владетельная герцогиня, которая наконец снова смогла носить этот титул, назначила верного ей Филиппа де Монтобана канцлером Бретани — наследственным наместником герцогства, созвала Генеральные штаты (28 сентября) и приказала начать чеканку монеты со своим именем. За осень-раннюю зиму 1498 года она объездила всё герцогство; во всех городах вассалы устраивали ей торжественный приём, надеясь на восстановление политической мощи страны.
Тем не менее ещё до нового 1499 года папа расторг союз Людовика и Жанны, и уже 8 января Анна Бретонская вступила в новый брак и снова стала королевой Франции. Герцогиня была одета в белое, что тогда ещё было в Европе необычным, но именно с этой свадьбы начинается перенятая сперва французской аристократией, а потом и в других странах, традиция для невесты носить белое платье. Уже 14 октября того же года родилась дочь Клод Французская — первый выживший ребёнок Анны.

## На равных с супругом: борьба за Бретань

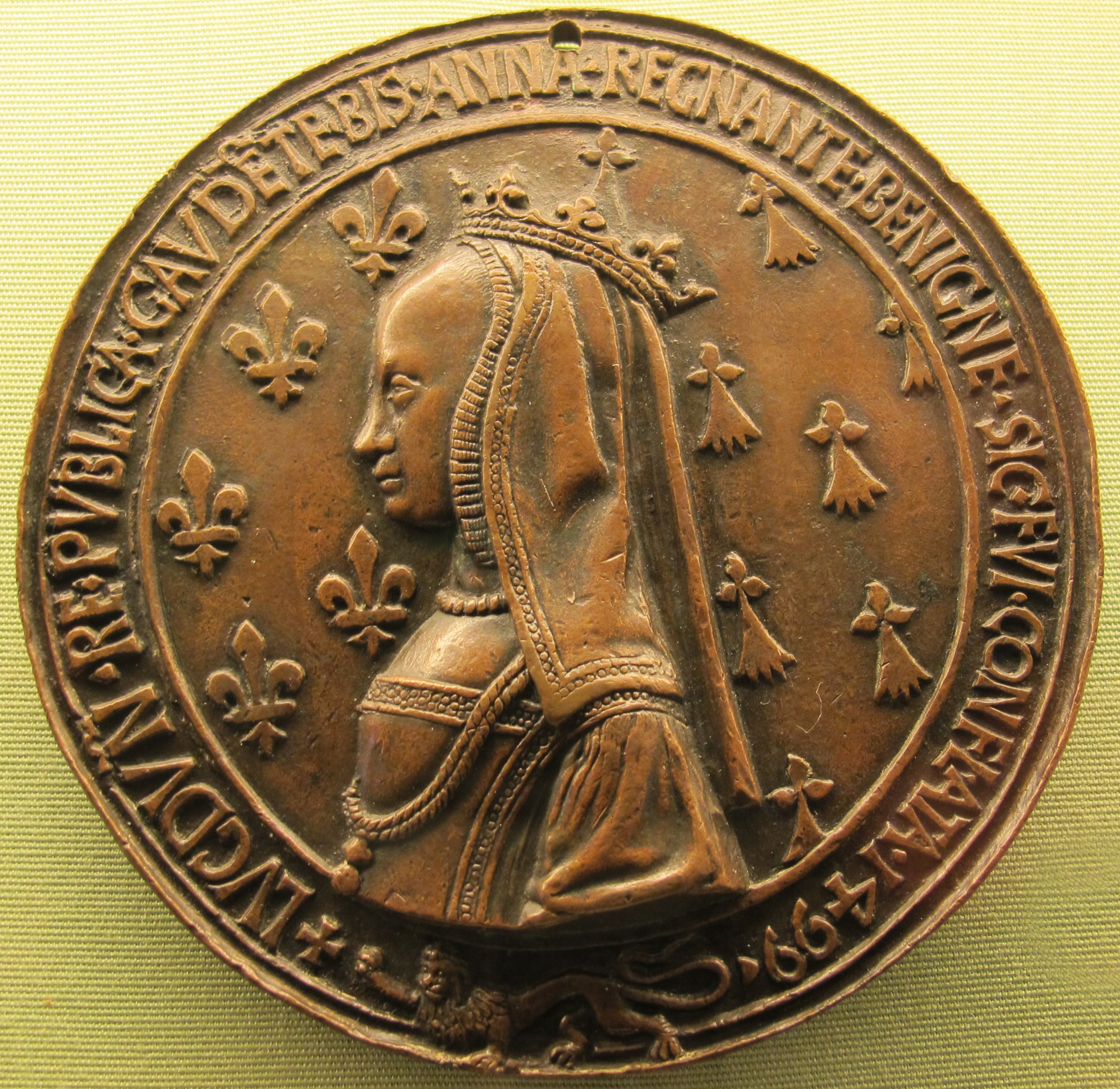
Анна Бретонская. Медаль на брак с Людовиком XII. 1499

За плечами Людовика XII был большой политический опыт; он не был прямолинейным упрямым юношей, подобным Карлу VIII, после вступления на престол он, по крайней мере поначалу, с большим искусством начал добиваться компромиссов в отношениях с феодалами («король Франции забыл обиды герцога Орлеанского») и с крестьянами (ряд популярных реформ снискали ему прозвище «Людовик Отец народа»). Несравненно более гибко он повёл себя и с доставшейся ему от Карла женой, тем более что ранее, бунтуя против короля, герцог Орлеанский выступал на стороне Бретани, был лично знаком с герцогиней, сам сватался к ней, и отношения их ещё до брака были неплохими. Согласно подписанному накануне свадьбы новому брачному контракту, он с самого начала признал за ней титул герцогини Бретани, а сам пользовался лишь титулом герцога-консорта. Все решения, касавшиеся Бретани, теперь издавались от имени герцогини Анны.

Несмотря на такие уступки, Анна не оставляла мечты вырвать свою страну, в которой она была столь популярна, из рук французского государства. Уже с 1501 года она начала самостоятельные переговоры о браке своей старшей дочери Клод с внуком Максимилиана Австрийского, который когда-то был «заочным мужем» Анны — Карлом Люксембургским, будущим императором и королём Испании Карлом V; Клод и Карл тогда были ещё маленькими детьми. Формально этот брак сыграл бы на руку Франции, ведь в Итальянских войнах австрийские Габсбурги (которым должна была вскоре достаться Испания) были её союзниками. Однако в случае, если бы у Людовика и Анны не осталось сыновей, Габсбурги со временем заполучили бы Бретань. А это не только бы умерило аппетиты Франции, но и вообще поставило бы её под прямую угрозу — со всех сторон (Бретань, Испания, Милан, Бельгия) королевство оказалось бы окружено владениями австрийского дома. И действительно, у короля и королевы долго был только один выживший ребёнок — девочка Клод (уже впоследствии, в 1510 году, родилась ещё одна дочь Рене). В этой обстановке Людовик XII, первоначально одобривший проект Анны, разорвал помолвку Клод и стал готовить её брак с собственным двоюродным племянником — Франциском Ангулемским, который был следующим в очереди к трону по прямой мужской линии дома Валуа. 31 мая 1505 года это требование было включено в завещание Людовика, а 21 мая 1506 года Клод и Франциск были помолвлены. Это вызвало резкий протест королевы, которая упорно не давала согласия на этот брак, требуя, чтобы Клод или выходила за Карла Габсбурга, или лишалась наследства в пользу своей младшей сестры Рене. Людовик не смог ничего этому противопоставить, и до конца жизни Анны Клод оставалась незамужней.

## Смерть и похороны

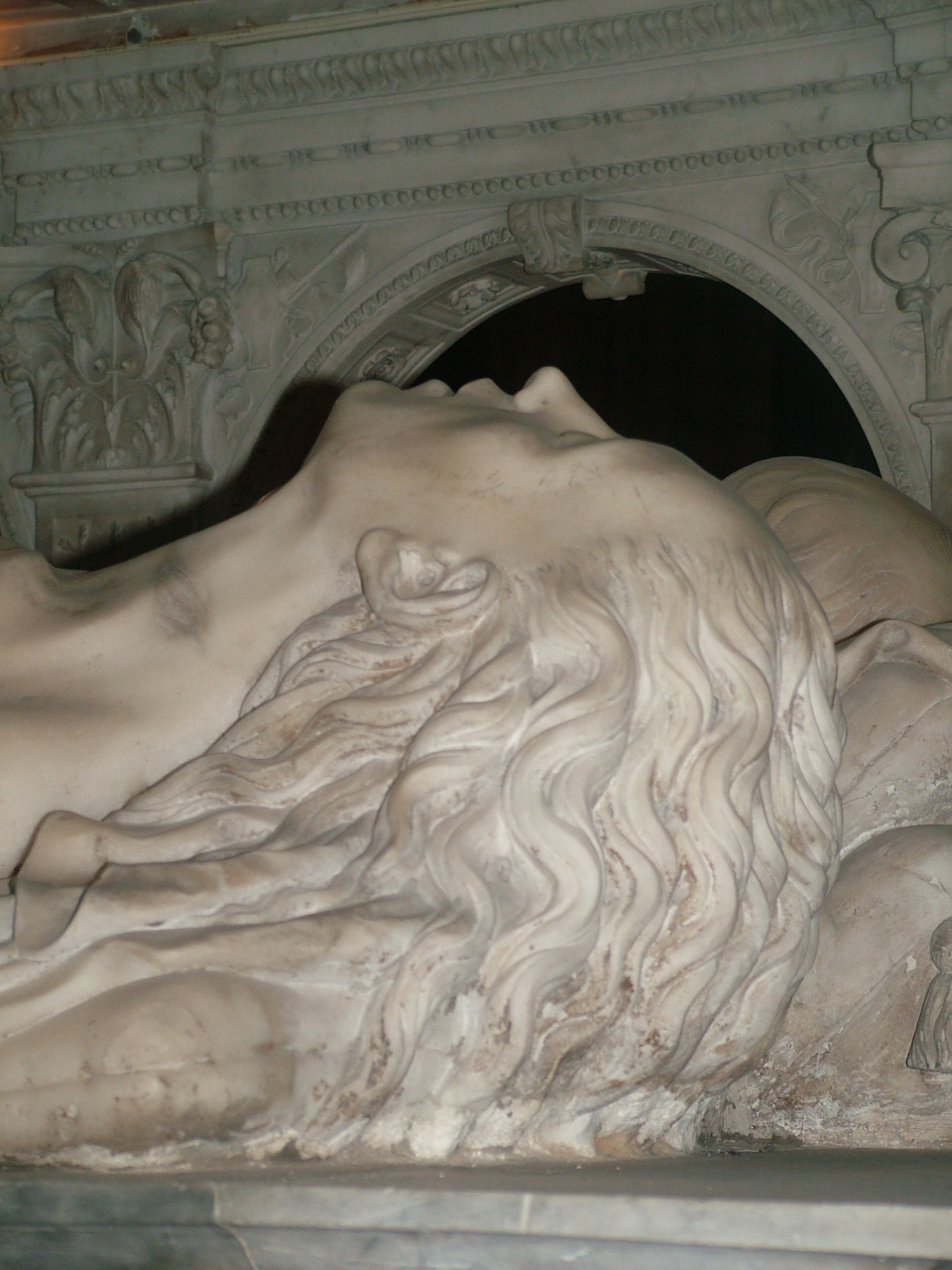
Надгробие Анны Бретонской и Людовика XII в Сен-Дени; изображение королевы

К концу 1513 года здоровье королевы сильно ухудшилось: она страдала от камней в почках. Через пятнадцать лет и один день после брака с Людовиком, 9 января 1514 года, герцогиня Бретани скончалась в замке Блуа. Похороны не просто королевы-супруги, а правительницы соседней державы были оформлены с необычайной пышностью и продолжались сорок дней (похоронные церемонии Карла VIII заняли лишь 23 дня). Как и свадьба Анны, её похороны стали образцом для аналогичных церемоний во французском королевском доме вплоть до Великой революции.

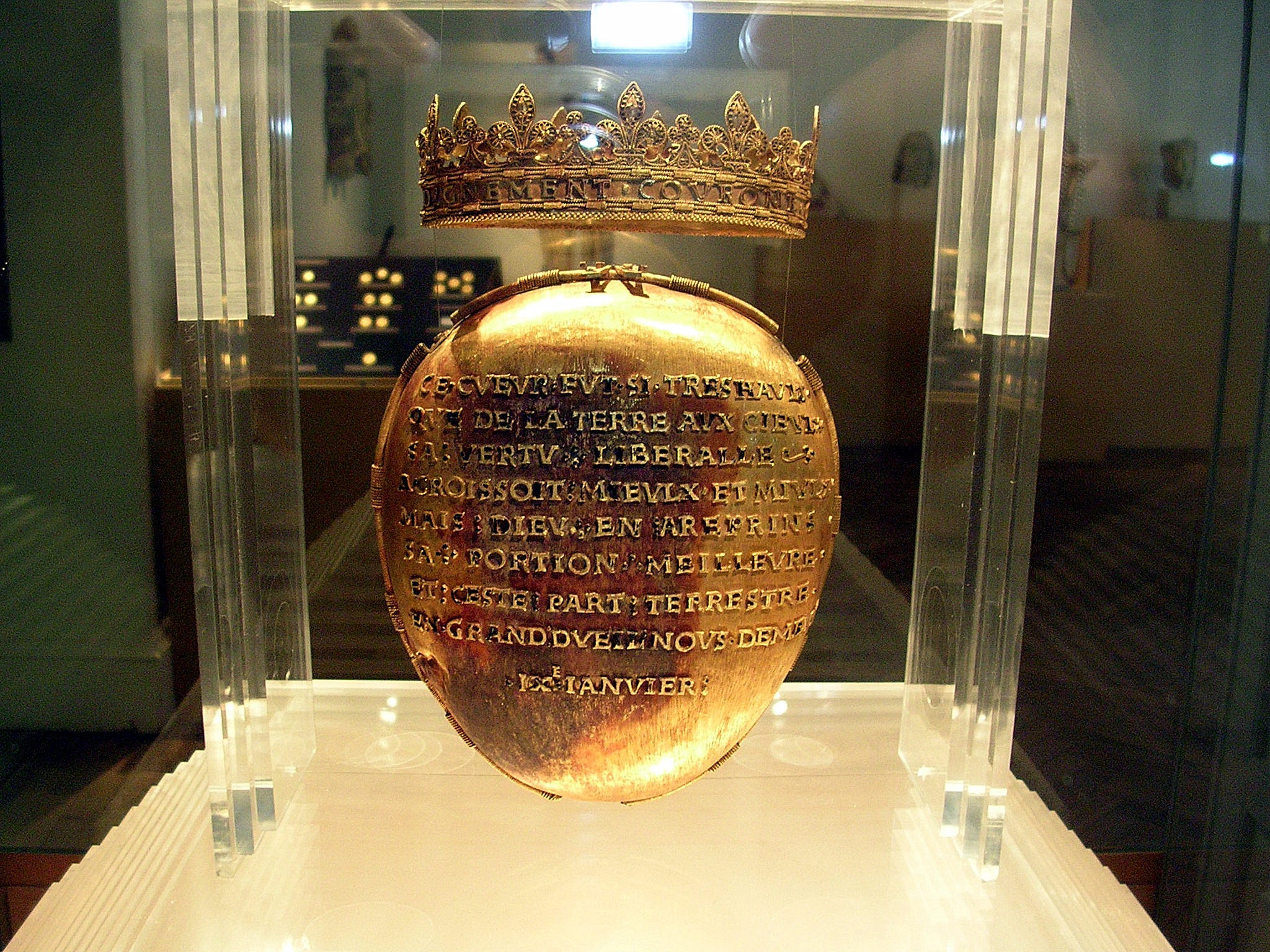
Реликварий для сердца герцогини Анны

Тело Анны было похоронено 16 февраля в традиционной для погребения королей и королев Франции усыпальнице базилики Сен-Дени, однако по её завещанию сердце было доставлено в родной Нант в золотом, украшенном эмалью реликварии и помещено 19 марта 1514 года в кармелитском склепе рядом с могилой её родителей. Впоследствии его перенесли в нантский собор святого Петра. Реликварий имеет овальную форму, сделан из тонко выделанного золота и увенчан короной из лилий и клевера. Одна из стихотворных надписей гласит:
«En ce petit vaisseau de fin or pur et munde

Repose ung plus grand cueur que oncque dame eut au munde

Anne fut le nom delle en France deux fois royne

Duchesse des Bretons royale et Souveraine»
«В этом маленьком сосуде из чистого золота Покоится величайшее сердце, которого ни у какой дамы на свете не бывало; Её имя было Анна, дважды королева во Франции, Герцогиня бретонцев, царственная и самовластная».

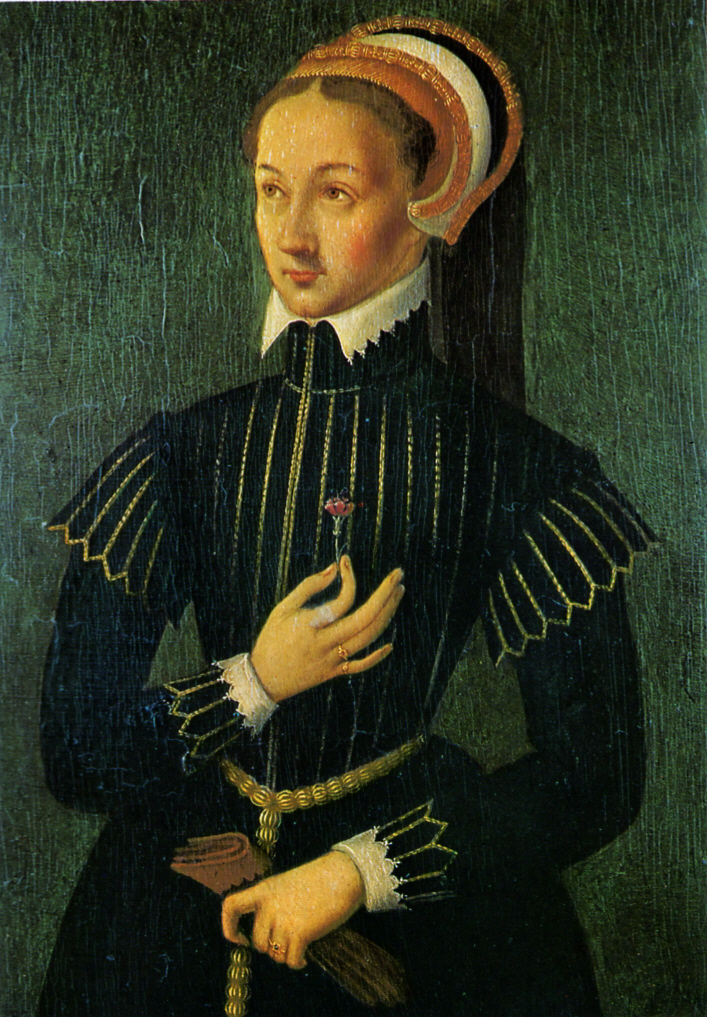
Клод, дочь Анны и Людовика

Реликварий для сердца изготовил придворный ювелир из Блуа, возможно, по рисунку Жана Перреаля. В 1792 году по приказу Конвента сосуд с сердцем выкопали, сердце выбросили, а реликварий конфисковали вместе с церковным имуществом и отправили на переплавку на монетный двор. К счастью, его удалось спасти, переправить в Париж и сохранить в Национальной библиотеке, а в 1819 году, после реставрации, его вернули в Нант. Там сосуд, некогда вмещавший сердце самой популярной правительницы Бретани, кочевал по разным музеям, пока в 1896 году не был размещён в музее Добре.
Если бы Анна пережила Людовика, дальнейшая история Бретани могла бы сложиться иначе — но пожилой «Отец народа» за тот год без малого, который был ему отпущен после смерти жены, успел принять решения, окончательно определившие судьбу её государства. По завещанию Анны наследницей Бретани должна была стать её вторая дочь Рене. Людовик проигнорировал завещание, объявил герцогиней Бретани Клод и выдал её замуж за Франциска, а осенью того же 1514 года и сам женился в третий раз — на младшей сестре Генриха VIII Марии Тюдор, однако прожил с ней недолго. 1 января 1515 года Людовик XII скончался, и герцог Ангулемский наследовал ему как Франциск I. После смерти Клод в 1524 номинальным герцогом стал её малолетний сын (дофин Франциск (III)), а после его смерти в 18-летнем возрасте в 1536 году — его младший брат Генрих. После кончины Франциска I в 1547 году Генрих стал французским королём как Генрих II; с этого времени бретонское герцогство прекратило формальную самостоятельность.

## Личность

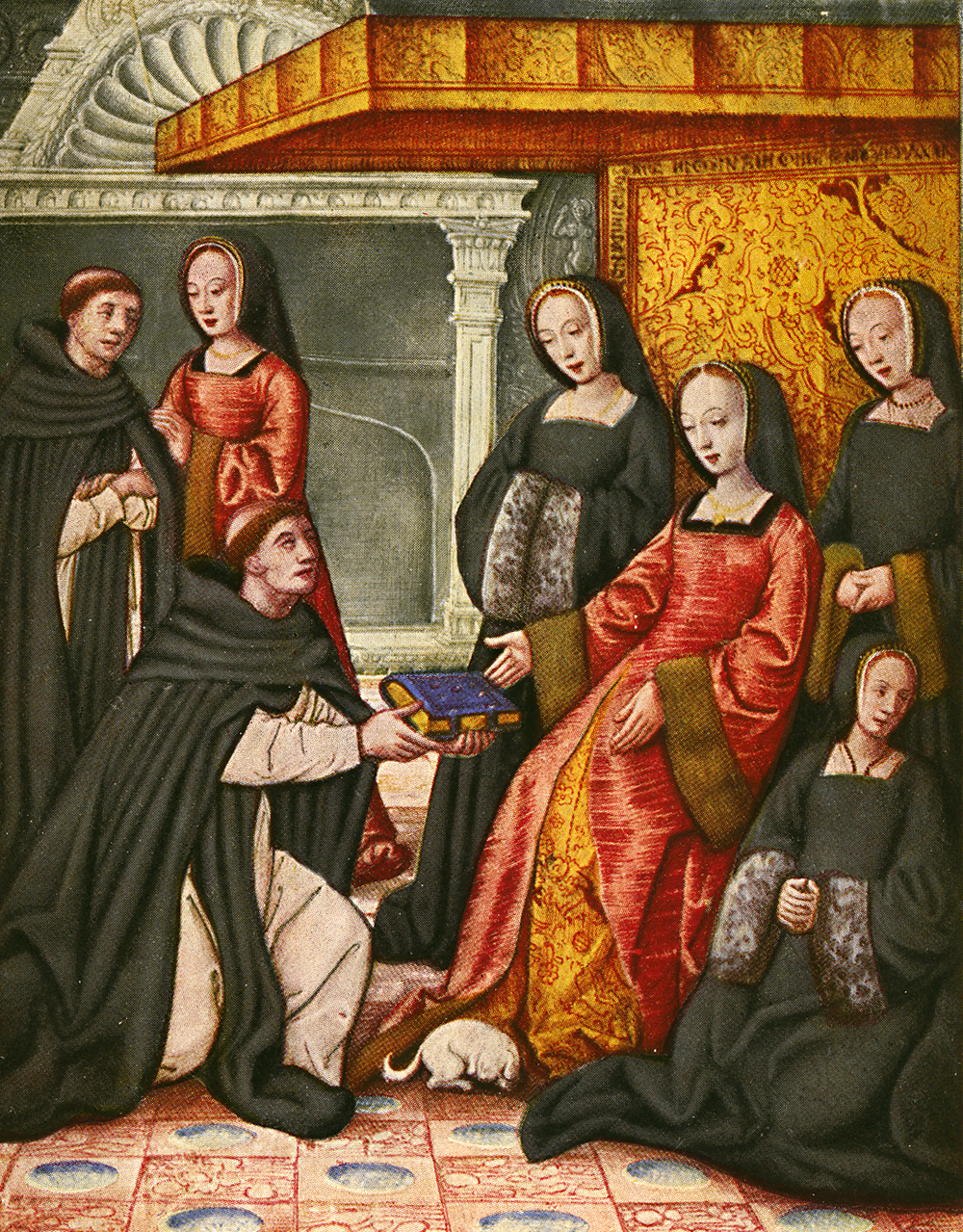
Анна принимает от Антуана Дюфура заказанную ею рукопись «О знаменитых женщинах». Около 1508

Согласно наиболее устоявшейся в историографии точке зрения, Анна была умной, образованной и искушённой в политике женщиной, занимавшейся большую часть своего времени управлением Бретанью. С подросткового возраста до конца своей недолгой жизни она сделала всё, чтобы её страна осталась максимально независимой от французской короны, и не без успеха, однако обстоятельства в конечном счёте сложились против неё.
Анна была покровительницей искусств и любила музыку. Страстная собирательница гобеленов, на свою свадьбу с Людовиком XII она заказала так называемые «гобелены с единорогами». Она заказала роскошно иллюминированный Жаном Бурдишоном «Большой часослов Анны Бретонской» и учредила институт фрейлин (demoiselles d’honneur).
Анна интересовалась историей своей страны и за свою жизнь заказала три исторических описания Бретани:
- первая «История Бретани» заказана в 1498 году её придворному капеллану Пьеру ле Бу, изложение в ней идёт от Конана Мериадека до отца Анны Франциска II. Книга издана в 1505 году.
- вторая заказана Алену Бушару, секретарю Франциска II, советнику Карла VIII и адвокату парижского парламента. Окончена и издана в год смерти Анны, при Франциске I Французском переиздавалась ещё четырежды;
- третья заказана в 1512 году Жану Лемеру де Бельжу, но осталась неизданной.

С июня по конец сентября 1506 года королева совершила традиционный паломнический объезд Бретани (брет. Tro Breizh), поклонившись мощам её семи святителей.
У Анны была коллекция драгоценных и полудрагоценных камней; у неё была привычка дарить посетителям произвольный камень.
Анна очень любила детей и проводила с ними столько времени, сколько могла. Для своего любимого сына Карла-Орланда, умершего в детстве, она заказала молитвенник, который должен был стать ещё и пособием для будущего короля Франции.
Сохранилось довольно много описаний внешности Анны и её портретов; многие из них, впрочем, представляют её черты в составе тех или иных аллегорий. Так, Анна, по-видимому, послужила моделью аллегории Правосудия на могиле её отца в Нанте; во времена Людовика XII её писали в образе Девы Марии, несущей мир и союз Франции и Бретани. Изображения Анны времён Карла VIII не показывают никаких характерных портретных черт — в то время она ещё не считалась самостоятельной фигурой, а лишь тенью мужа.
Обычно её изображают блондинкой. Одна нога Анны была короче другой, что вызывало хромоту; для скрытия этого она носила на короткой ноге более высокий каблук, став родоначальницей ортопедической обуви при дворе. Дзаккария Контарини, венецианский посол, описал её в 1492 году так:

Королеве семнадцать лет, она небольшого роста, тонка и заметно хромает на одну ногу, хотя и носит обувь на высоком каблуке, чтобы скрыть недостаток. У неё хороший цвет лица, и она весьма миловидна. Острота ума примечательна для её возраста, и стоит ей решить что-нибудь сделать, она стремится этого добиться любым способом и любой ценой. Она ревнива, и чрезмерно страстна к его величеству королю, так что уже давно очень редко так бывает, чтоб супруга его не спала с ним вместе, и так успешно это получается, что каждые восемь месяцев она бывает беременна.
Оригинальный текст (итал.)La regina è di età di anni diciassette, piccola anche lei e scarna di persona, zoppa da un piede notabilmente, ancora che si aiuti con zoccoli, brunetta e assai formosa di volto, e per la età sua astutissima, di sorte che quello che si mette in animo, o con risi o con pianti, omnino lo vuole ottenere. È gelosa, e avida della maestà del re oltremodo, tanto che da poi che è sua moglie ha preterito pochissime notti che non abbia dormito con sua maestà, ed in questo ha anche fatto buona operazione rispetto che la si trova gravida in mesi otto.

## Браки и дети
1. муж с (1491) Карл VIII, король Франции.
  1. Карл-Орлан (1492—1495)
  2. Франциск (1493)
  3. Мертворождённая дочь (1494)
  4. Мертворожденная дочь (1495)
  5. Карл (1496)
  6. Франциск (1497)
  7. Анна (1498)

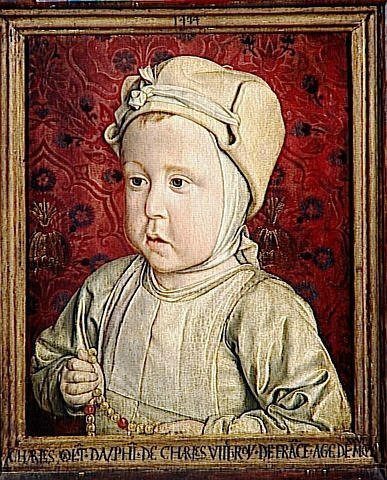
Карл-Орлан
Франциск
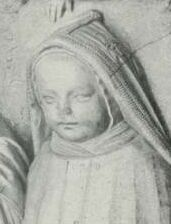
Карл
Франциск
Анна

1. муж с (1499) Людовик XII, король Франции.
  1. Клод Французская (1499—1524), герцогиня Бретани и Берри; муж (с 1514) Франциск I (1494—1547), граф Ангулемский, затем король Франции.
  2. Сын, умерший при рождении (1500).
  3. Франциск (1503).
  4. Выкидыши (с 1505 до 1509).
  5. Рене Орлеанская (1510—1575), герцогиня Шартрская, известная в Италии под именем Ренаты Французской; муж (с 1528) Эрколе II д'Эсте (1508—1559), герцог Феррары, Модены и Реджио.
  6. Сын (1512).

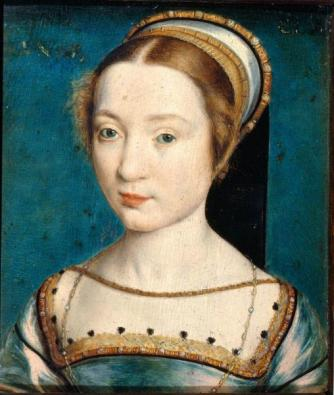
Клод
Франциск
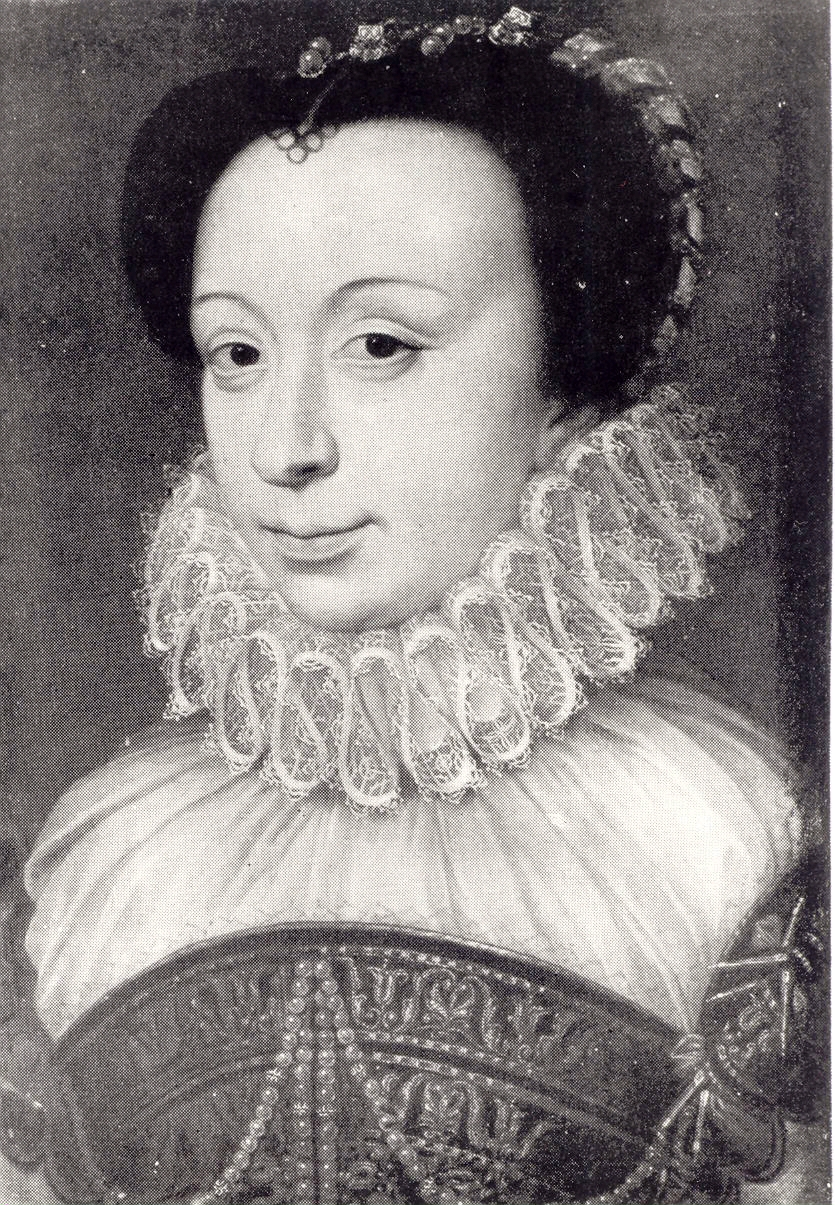
Рене

## Образ в культуре

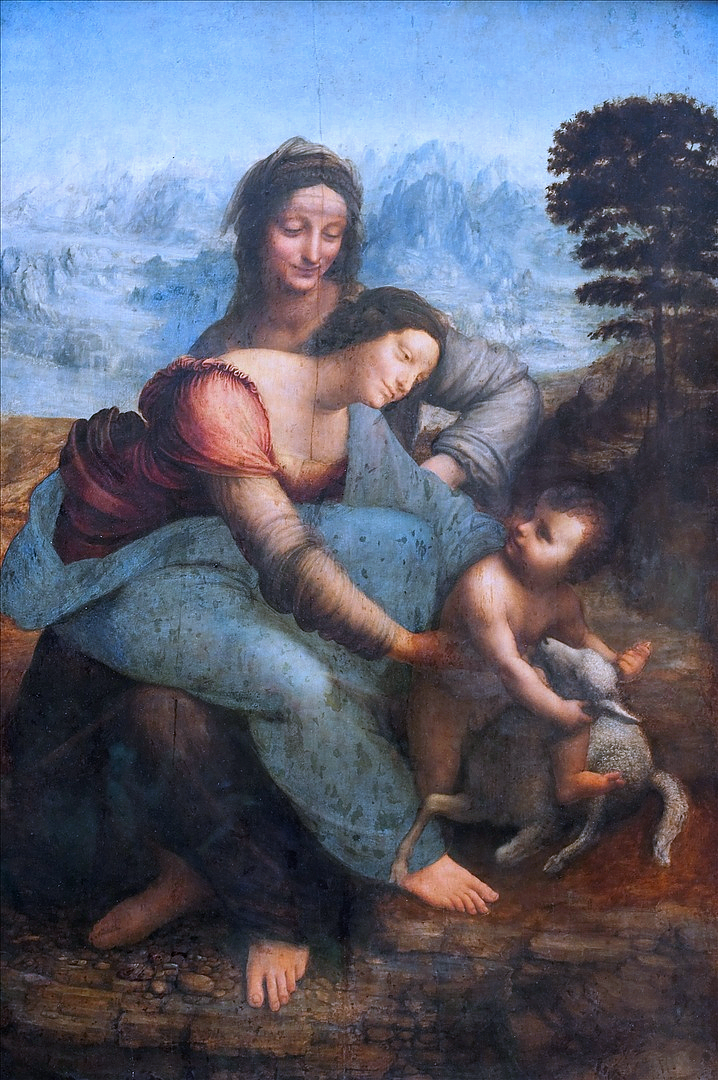
Картина с изображением небесной покровительницы королевы Анны, как принято считать, была заказана Леонардо да Винчи по случаю её бракосочетания с Людовиком XII

Анна Бретонская — самая популярная в Бретани историческая фигура, уступающая разве что святому Иву. Существует огромное количество предприятий, гостиниц, улиц её имени. Это связано как с уважением, которое традиционно питали к ней бретонцы со времён тщетной борьбы за самостоятельность (впоследствии дополнительно мифологизированный сюжет), так и с французской пропагандой, которая всегда акцентировала внимание на супруге двух французских королей как на самой выдающейся представительнице бретонского народа.
После брака с Людовиком XII пропаганда стала представлять Анну как воплощение мирного союза между Бретанью и Францией (тем более что в отличие от первого брака, второй обошёлся без войны). Её стали официально именовать «Королевой Твёрдого Союза» или «Дамой Единства»; ей приписывали «три добродетели королевы» — щедрость, усердие в молитве и любовь к королю.
В искусстве Франция аллегорически представлялась в то время как заколдованный сад (традиция начала XIV века), где бегают дикобразы (символ Людовика XII) и горностаи (символ Бретани и Анны лично).
Образ Анны, как считает исследовавший его эволюцию историк Дидье Ле Фюр, в многочисленных биографиях достаточно быстро оброс агиографическими или, напротив, резко критическими элементами, которые носят по крайней мере отчасти легендарный характер и не связаны с реальными свидетельствами её времени. Так, возможно, этикетной условностью и политической декларацией бретонского дворянства является изображение Анны в «Истории» Бушара как единовластной правительницы своего края, без какого-либо упоминания администрации Людовика XII. Рассказы об Анне как «сироте-героине», в 14 лет без советников противостоявшей всей Франции и будто бы даже лично командовавшей войсками, отчасти опираются на патриотические «Анналы Бретани» Бернара д’Аржантре, заказанные сословиями провинции в 1577 году в знак протеста против новых налогов. Похожая история повторилась при Восстании гербовой бумаги против навязанных Людовиком XIV налогов, обернувшемся репрессиями со стороны Парижа (1675); издаваемые в эту и последующую эпоху «истории Бретани» увеличивали количество героических свершений Анны во время войны 1489—1491 годов, её поездок на родину и т. п. Далее, авторы XIX века уже выводят 11-летнюю Анну на поле битвы при Сент-Обене (чему нет никаких свидетельств), в духе романтических представлений о национальном возрождении связывают с её поездками в Бретань «пробуждение» герцогства от «летаргии», строительство там множества церквей и т. п. Эту линию продолжали националистически (и даже иногда сепаратистски) ориентированные авторы XIX—XX веков. Дело дошло даже до сравнения её с Жанной д’Арк.
Ле Фюр связывает с австрийской пропагандой 1489—1491 годов подчёркивание и мифологизацию идеи «насильного брака» или даже «похищения/изнасилования» герцогини, впоследствии эксплуатировавшуюся националистическим движением и в эпоху режима Виши (когда «добрый жених» немец Максимилиан считался предтечей гитлеровцев). Впрочем, сам факт принуждения Анны к браку военной силой и её желания вступить в союз с Австрией сомнений не вызывает (так как подробно отражён и во вполне нейтральных французских хрониках того времени, «Мемуарах» Филиппа де Коммина и др.).
У ряда антибретонских и роялистских авторов, а также в «историях нравов» (например, у Брантома) Анна, с опорой на некоторые оторванные от контекста пассажи в мемуарах Коммина или судебном деле маршала Рогана-Жие, представлена как циничная и расчётливая амбициозная женщина, с дурным характером, только и мечтавшая сбежать от якобы влюблённого в неё Людовика XII, ограбить его сокровищницу, предательски помогать врагам Франции во имя интересов Бретани и т. п. Историк Жюль Мишле, логически завершая эту традицию, представил Людовика, весьма активного политически, слабым государем, находящимся под каблуком у умной жены.
Регионалисты и националисты XIX—XX веков наделяли Анну бретонскими простонародными чертами. Так, её чепец (в действительности обычный в то время для знатных дам всей Европы) объявлялся свидетельством простоты и естественности бретонских вкусов и демократизма лично Анны; он даже вошёл в то время в моду в Бретани как элемент «национального костюма». Появившаяся в те годы песенка «Герцогиня в сабо» приписывала ей ношение крестьянских деревянных башмаков; соответствующее клише проникло даже в некоторые исторические работы об Анне, хотя, разумеется, никакого реального основания не имеет.
В 1991 году в Ланже широко отмечалось 500-летие брака Анны и Карла; в Ренне, заплатившем за руку своей государыни осадой, голодом и оккупацией, о юбилее избегали даже упоминать.
Некоторые упоминания об Анне в современной популярной культуре:
- националистическая песня Жилля Серва Koc’h ki gwenn ha koc’h ki du, где перечисляются разнообразные несчастья, пережитые Бретанью под французским владычеством, и в качестве рефрена говорится: не этого хотела Анна;
- Упоминание в песне группы Soldier Louis, c’est un pays
- Duchesse Anne — название бретонского пива;
- трёхмачтовый корабль Duchesse Anne, стоящий на якоре в Дюнкерке.
- Анна Бретонская — бретонская опера с Аньес Бове в главной роли
- Anne de Bretagne — песня бретонской фолк-группы Tri Yann («Portraits» 1995)

### В кино
- Сериал «Борджиа» (Франция, Германия, Чехия, Италия. 2011—2014). Роль исполняет Элена Субейран.
- Сериал «Изабелла» (Испания. 2011—2014). Роль исполняет Марта Бельмонте.

## Комментарии
1. ↑  Некоторые исследователи считают, что Анна, по крайней мере в молодости, практически не владела бретонским языком[2].
2. ↑  Кроме того, на позицию Генриха VII оказывал влияние тот факт, что хотя в период его изгнания он нашёл убежище именно в Бретани, военную и финансовую помощь для завоевания английского престола предоставил ему король Франции.